# Іхара Масамі
Іхара Масамі (яп. 井原 正巳, нар. 18 вересня 1967, Сіґа) — японський футболіст.

## Виступи за збірну
1988 року дебютував в офіційних матчах у складі національної збірної Японії. Відтоді провів у формі головної команди країни 122 матчі.

## Статистика виступів
| Збірна Японії | Збірна Японії | Збірна Японії |
| Роки          | Ігри          | голи          |
| ------------- | ------------- | ------------- |
| 1988          | 5             | 0             |
| 1989          | 11            | 0             |
| 1990          | 6             | 0             |
| 1991          | 2             | 0             |
| 1992          | 11            | 0             |
| 1993          | 15            | 2             |
| 1994          | 9             | 1             |
| 1995          | 16            | 1             |
| 1996          | 13            | 0             |
| 1997          | 21            | 1             |
| 1998          | 10            | 0             |
| 1999          | 3             | 0             |
| Усього        | 122           | 5             |

## Титули і досягнення
- У складі збірної:
  - Чемпіон Азії: 1992
- Клубні:
  - Чемпіон Японії: 1995
  - Володар Кубка Імператора: 1991, 1992
  - Володар Суперкубка Японії: 2000
  - Володар Кубка володарів кубків Азії: 1991-92, 1992-93
- Особисті:
  - у символічній збірній Джей-ліги: 1993, 1994, 1995, 1996, 1997
  - Футболіст року в Азії: 1995